# Ярно, Георг
Георг Ярно (настоящая фамилия Коген; венг. Jarno Georg; 3 июня 1868, Буда — 25 мая 1920, Бреслау) — венгерский композитор, дирижёр и музыкант.

## Биография
Музыкальное образование получил в Будапештской консерватории. В течение нескольких лет работал в качестве капельмейстера и дирижёра во многих городах Германии (Бремен, Гера, Галле, Магдебург). В конце концов поселился в Вене, позже жил в Бреслау.

## Творчество
Творческий путь начинал как оперный композитор: поставлены его оперы «Die schwarze Kaschka» (1895), «Der Richter von Zalamea» (1899) и «Der zerbrochene Krug» (1903). Его сочинения, однако, не пользовались большим успехом.
По совету брата, Йозефа Ярно, директора музыкального театра и невестки актрисы Ханси Нисе начал сочинять оперетты. Первой стала «Золотая рыбка» («Der Goldfisch», 1907), затем — «Die Försterchristl» (1907), сразу принесшая ему успех и популярность. За ними последовали оперетты «Das Musikantenmädel» (1910), «Die Marine-Gustl» (1912), «Das Farmermädchen» (1913), «Jungier Sonnenschein» (1918) и «Mein Annerl» (1918).
Художественная ценность оперетт Георга Ярно часто ставится под сомнение, но не следует упускать из виду, что он значительно повлиял на дальнейшее развитие их некоторых композиционных элементов.